# شموئيل ستولر
شموئيل ستولر ((بالعبرية: שמואל סטולר‏) ؛ 15 أغسطس 1898 – 6 مارس 1977) عالم زراعة إسرائيلي ومن أوائل الأعضاء في الحركة الصهيونية.
في عام 1965 حصل على جائزة إسرائيل في مجال الزراعة. 

## سيرة شخصية
ولد ستولر عام 1898 في موسكو فيالإمبراطورية الروسية. وتخرج من المدرسة الثانوية في عام 1915، وبدأ في دراسة التاريخ وعلم اللغة في جامعة موسكو الحكومية. وفي فبراير 1917 جند في صفوف جيش الإمبراطورية الروسية، لكنه انشق بعد ثورة أكتوبر وانتقل مع أسرته إلى شبه جزيرة القرم.
درس ستولر الزراعة والعلوم الطبيعية في سيمفروبول. وفي عام 1920 تزوج يونا. وهاجرا إلى فلسطين تحت الانتداب البريطاني بعد ذلك بفترة وجيزة، وانضما إلى منظمة «جدود هاأفودا» (كتيبة العمل) ضمن مجموعة يرأسها إتسحاق ساده.
انخرط ستولر في الزراعة والبحوث الزراعية، وفي عام 1938 ترأس مجموعة تركز على وادي الأردن، وكان مسؤولاً عن تطوير طرق الري والزراعة بالري والمزارع. وكان ستولر مسؤولاً بشكل خاص عن إدخال وتطوير الظروف المناسبة لأنواع جديدة من الموز والتمور والكروم.
كان ستولر أحد مؤسسي كيبوتس «كفوتسات كينيريت».
كما كرس ستولر نفسه للتعليم، ففي عام 1946 أسس وأدار مدرسة بيت ييرا الزراعية.

## الجوائز والتكريم
- في عام 1965 حصل على جائزة إسرائيل في مجال الزراعة.[2]

## العائلة
كان لشموئيل وجونا ستولر عائلة كبيرة - وأنجبا ثلاثة أبناء هم: نوح وأوري ومناحيم؛ وخمس بنات: نيتا، سارة، دينة، باتيا وعليك، وأربعة وعشرون حفيدًا.
ودفن شموئيل وجونا في مقبرة كينيريت.